# Andrea Salvisberg
Andrea Nicolas Salvisberg (Rüegsau, 1 de febrero de 1989) es un deportista suizo que compite en triatlón. Ganó tres medallas en el Campeonato Europeo de Triatlón entre los años 2015 y 2018.

## Palmarés internacional
| Campeonato Europeo | Campeonato Europeo    | Campeonato Europeo | Campeonato Europeo |
| Año                | Lugar                 | Medalla            | Prueba             |
| ------------------ | --------------------- | ------------------ | ------------------ |
| 2015               | Ginebra (Suiza)       | Medalla de plata   | Relevo mixto       |
| 2016               | Lisboa (Portugal)     | Medalla de bronce  | Individual         |
| 2018               | Glasgow (Reino Unido) | Medalla de plata   | Relevo mixto       |